# Takács Gyula (tornász)
Takács Gyula (Budapest, 1970. június 26. –) magyar válogatott tornász.

## Pályafutása
1980-tól 1990-ig a Budapesti Honvéd versenyzője volt. Edzője Csányi Rajmund. 1988 és 1990 között a válogatott keret tagja volt.

## Sikerei, díjai
- 1989-ben az Év Tornásza

### Magyar bajnokság
- 1988
  - aranyérmes: lóugrás
- 1989
  - aranyérmes: talaj, lóugrás, korlát
  - ezüstérmes: lólengés, nyújtó
  - bronzérmes: összetett egyéni
- 1990
  - aranyérmes: csapat

### Világbajnokság
- 1989, Stuttgart
  - 5.: lóugrás és csapatban
  - 7.: korlát
  - 8.: összetett egyéni (holtversenyben)

### Európa-bajnokság
- 1989, Stockholm
  - ezüstérem: lóugrás
  - 6.: talaj
  - 14.: összetett egyéni